# Frank Linde
Frank Linde (* 5. Juli 1963 in Göttingen) ist ein deutscher Professor für Wirtschaftswissenschaften, insbesondere Informationsökonomie, an der Fakultät für Informations- und Kommunikationswissenschaften der Technischen Hochschule Köln (TH Köln).

## Werdegang
Frank Linde, geboren 1963 in Göttingen, absolvierte sein Studium der Betriebs- und Volkswirtschaftslehre an der Universität Bayreuth und promovierte ebenda mit einer Arbeit zur Virtualisierung von Unternehmen.
Nach seiner Promotion zum Dr. rer. pol. im Jahr 1996 war er von 1997 bis 1999 für die Deutsche Telekom Mobilnet GmbH in den Bereichen Prozessorganisation, Marketing und New Business Development tätig. Von 1999 bis 2000 arbeitete er als Inhouse Consultant in den Bereichen Produktmanagement, Wissensmanagement und Personalentwicklung für die Deutsche Telekom.
Seit 2000 ist er Professor für Wirtschaftswissenschaften an der Technischen Hochschule Köln (ehemals Fachhochschule Köln). Seine Forschungsschwerpunkte liegen im Bereich der Informationsökonomie und des diversitätsgerechten Lehrens und Lernens. Insbesondere beschäftigt er sich mit Fragen der Gleichstellung und Vielfalt an Hochschulen und entwickelt Strategien und Konzepte zur Förderung von Diversity in Lehre und Lernen. Zudem ist er hochschuldidaktischer Mentor der TH Köln, Sprecher des Mentorenkreises des Netzwerkes Hochschuldidaktische Weiterbildung in Nordrhein-Westfalen und Kommunikationsberater mit Schwerpunkt Coaching.

## Engagement im Diversity-Management
Frank Linde ist einer von zwei Leitern des Zentrums für Kompetenzentwicklung für Diversity Management in Studium und Lehre an Hochschulen in NRW. Das Zentrum versteht sich als Plattform von Hochschulen für Hochschulen und fördert den Austausch von Erfahrungen, Best Practices und Innovationen auf dem Gebiet des Diversitätsmanagements an Hochschulen. Es zielt darauf ab, Diversitäts-Aktivitäten an Hochschulen transparent und sichtbar zu machen.
Zudem war Frank Linde Projektpartner im Erasmus+ Projekt, das darauf abzielte, die diversitätsrelevanten Kompetenzen von Programmleitern in der Hochschulbildung zu verbessern.

## Mitgliedschaften
- LehreN (Alfred Toepfer Stiftung)
- American Economic Association
- Deutsche Gesellschaft für Hochschuldidaktik

## Publikationen (Auswahl)
- mit Nicole Auferkorte-Michaelis, Maiken Bonnes, Annette Hintze, Henning Haschke: Feedback für den Lehralltag: Lehren und Lernen im Dialog. 1. Auflage. utb GmbH, Stuttgart, Deutschland 2023, ISBN 978-3-8385-6131-8, doi:10.36198/9783838561318 (utb.de).
- mit Nicole Auferkorte-Michaelis: Diversität in der Hochschullehre – Didaktik für den Lehralltag. 1. Auflage. utb GmbH, Stuttgart, Deutschland 2021, ISBN 978-3-8385-5603-1, doi:10.36198/9783838556031 (utb.de).
- Diversity Management an Hochschulen in NRW – eine Bestandsaufnahme. In: ZDfm – Zeitschrift für Diversitätsforschung und -management. Band 6, Nr. 2, 16. November 2021, ISSN 2367-3079, doi:10.3224/zdfm.v6i2.14 (budrich-journals.de).
- als Hrsg. mit Nicole Auferkorte-Michaelis [Hrsg.]: Diversität lernen und lehren – ein Hochschulbuch. pedocs, Opladen, Berlin, Toronto 2018, ISBN 978-3-8474-2046-0, doi:10.25656/01:15847.